# Lingue totonacan
Le lingue totonacan (o totonache o totonache-tepehuas) sono una famiglia di lingue native americane parlate in Messico, negli stati di Hidalgo, Puebla e Veracruz.

## Distribuzione geografica
Nello stato di Hidalgo le lingue sono attestate nei comuni di Huehuetla e Pisaflores; nello stato di Puebla lungo l'alto corso del fiume Nexaca, nel villaggio di Tecpatlán e nel comune di Xicotepec; nello stato di Veracruz nei comuni di Coahuitlán, Coyutla, Filomeno Mata, Papantla, Tlachichilco e Yecuatla.
Secondo i dati del censimento del 2010 effettuato dall'Instituto Nacional de Estadística y Geografía (INEGI), in Messico i locutori di tononaco sono 250.252, a cui si aggiungono 8.968 persone che parlano tepehua, per un totale di 259.200.

## Classificazione

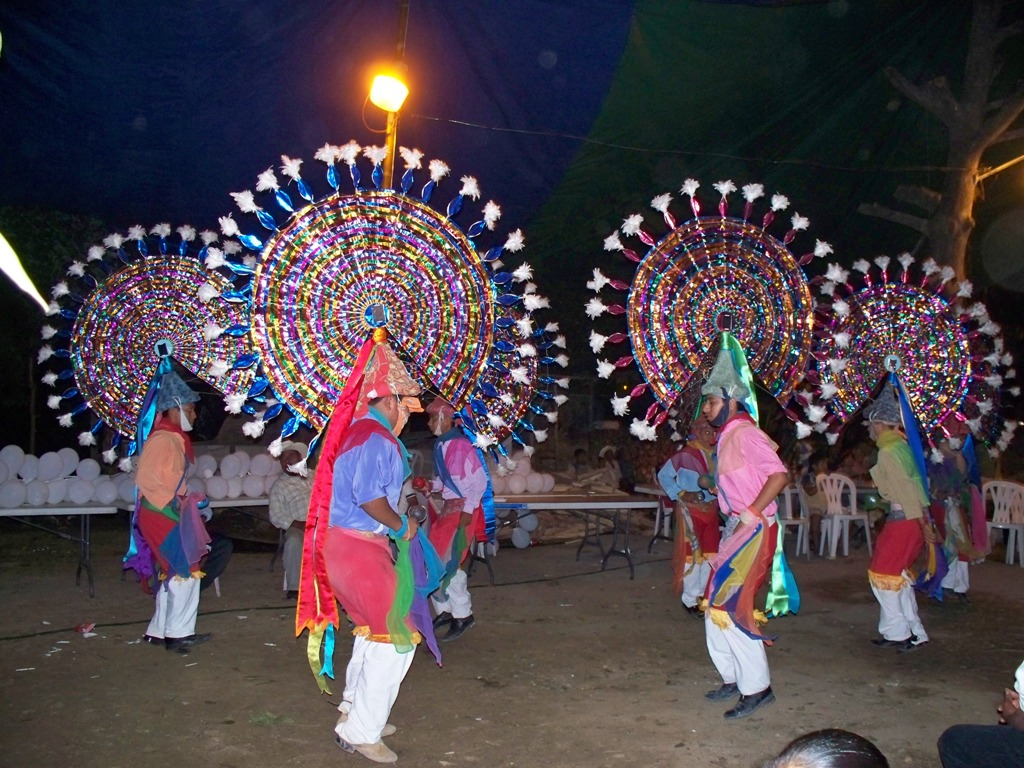
Danzatori totonachi a Coyutla, Veracruz

Le lingue totonacan sono sempre state considerate come non geneticamente collegate ad altre famiglie linguistiche amerinde. 
Recenti studi hanno suggerito un possibile legame con le lingue mixe–zoque, con le quali formerebbero la famiglia delle lingue totozoquean (Brown e al. 2011), tuttavia quest'ipotesi non ha ancora ricevuto conferme definitive.
La famiglia è divisa in due rami principali: il totonaco ed il tepehua. All'interno di ognuna delle ramificazioni esiste una certa varietà di parlate, tradizionalmente qualificate come dialetti, che però spesso non sono mutuamente comprensibili. Secondo alcuni studiosi, occorre quindi parlare di diverse lingue.
Secondo MacKay e Trechsel (2008) la classificazione interna del totonaco è la seguente:
- Proto-totonaco-tepehua
  - proto-tepehua:
    - tepehua di Tlachichilco
    - tepehua di Pisaflores
    - tepehua di Huehuetla

  - proto-totonaco
    - totonaco di Misantla
      - Yecuatla, San Marcos Atexquilapan

    - totonaco di Papantla
      - El Escolin, El Tajin, El Carbon

    - totonaco della sierra
      - Zapotitlan, Coatepec, Huehuetla

    - totonaco settentrionale
      - Apapantilla, Patla-Chicontla

Secondo Ethnologue la classificazione è la seguente:
(tra parentesi tonde il numero di lingue di ogni gruppo)
[tra parentesi quadre il codice ISO 639-3]
- Totonacan (12) 
  - Tepehua (3)
    - Lingua tepehua di Huehuetla  [tee]
    - Lingua tepehua di Pisaflores  [tpp]
    - Lingua tepehua di Tlachichilco  [tpt]

  - Totonaco (9) 
    - Lingua totonaca di Coyutla  [toc]
    - Lingua totonaca di Filomeno Mata-Coahuitlán [tlp]
    - Lingua totonaca della serra [tos]
    - Lingua totonaca di Papantla  [top]
    - Lingua totonaca di Tecpatlán  [tcw]
    - Lingua totonaca dell'alto Necaxa [tku]
    - Lingua totonaca occidentale o di Ozumatlán [tqt][8]
    - Lingua totonaca di Xicotepec de Juárez  [too]
    - Lingua totonaca di Yecuatla [tlc]